# Перелік кавалерів Хреста Симона Петлюри (Р)
Ця сторінка — інформаційний реєстр. Див. також основні статті: Хрест Симона Петлюри та Перелік кавалерів Хреста Симона Петлюри.
В алфавітному порядку представлені всі відомі кавалери Хреста Симона Петлюри, чиї прізвища починаються з літери «Р». 
| № | Фото | Ім'я                   | Дата народження | Місце народження                | Дата смерті     | Місце смерті             | Звання       | Підрозділ | № ордена |
| - | ---- | ---------------------- | --------------- | ------------------------------- | --------------- | ------------------------ | ------------ | --------- | -------- |
| 1 |      | Рибачук Микола         | 6 грудня 1890   | Київ                            | 19 вересня 1966 | Кліфтон, Нью-Джерсі, США | Підполковник |           |          |
| 2 |      | Римаренко Євген Якович | 7 грудня 1892   | м. Каховка Дніпровського повіту |                 |                          | Сотник       |           |          |